# Henryk Balk
Henryk Balk (* 14. August 1901 in Lwów; † Juli 1941 ebenda) war ein polnischer Lyriker und Literaturkritiker.

## Leben
Balk besuchte die Schule in Lwów und legte 1917 das Abitur ab. Anschließend studierte er an der Philosophischen Fakultät der Jan-Kasimir-Universität und promovierte 1925 mit der Arbeit Z badań nad wyobraźnią artystyczną Stanisława Wyspiańskiego. Als Lyriker debütierte er mit dem Gedicht Wiosna, das 1923 in der Zeitung Wiek Nowy erschien. Für die Gazeta Lwowska und der Gazeta Poranna schrieb er von 1924 bis 1930 mit Unterbrechungen Artikel und Rezensionen. Nach seiner Promotion unterrichtete er ab 1925 an Lemberger Gymnasien. Daneben veröffentlichte er in den 1930er-Jahren Gedichte in den Zeitschriften Lwowskie Wiadomości Muzyczne i Literackie, Sygnały und Droga. Während des Zweiten Weltkrieges blieb er nach der Sowjetischen Besetzung Ostpolens in Lwów. Nach dem Einmarsch der Wehrmacht in Lwów nahm er sich im Juli 1941 das Leben.

## Werke